# Nicolas Dupont-Aignan
Nicolas Dupont-Aignan (ur. 7 marca 1961 w Paryżu) – francuski polityk, parlamentarzysta, założyciel partii Powstań Francjo. Kandydat w wyborach prezydenckich w 2012, 2017 i 2022.

## Życiorys
Absolwent Instytutu Nauk Politycznych w Paryżu i École nationale d'administration. Od lat 80. pracował na stanowiskach urzędniczych w administracji rządowej i terytorialnej. Był m.in. doradcą ministra edukacji narodowej, François Bayrou. Od 1995 był wybierany na urząd mera Yerres, ustąpił z tej funkcji w 2017.
W 1997 po raz pierwszy został wybrany do Zgromadzenia Narodowego z departamentu Essonne. W 2002 i 2007 skutecznie ubiegał się o reelekcję, wygrywając już w pierwszych turach.
Był członkiem gaullistowskiego Zgromadzenia na rzecz Republiki. W 1999 powołał własny eurosceptyczny ruch polityczny pod nazwą Powstań Republiko (Debout la République), organizacja ta krótko współpracowała ze Zgromadzeniem na rzecz Francji. W 2002 przyłączyła się do Unii na rzecz Ruchu Ludowego. Nicolas Dupont-Aignan dwukrotnie bez powodzenia kandydował na stanowisko prezydenta tego ugrupowania (w 2002 i w 2004), otrzymując poparcie odpowiednio na poziomie 15% i 9%. W 2007 wystąpił z UMP, doprowadził do przekształcenia Powstań Republiko w samodzielną partię polityczną o profilu konserwatywnym i suwerenistycznym. Zadeklarował zamiar startu w wyborach prezydenckich w tym samym roku, nie zdołał jednak zebrać wymaganych 500 podpisów poparcia wśród osób pełniących funkcje wybieralne. Wystartował natomiast w wyborach w 2012. W głosowaniu z 22 kwietnia 2012 otrzymał 640 tys. głosów (1,8%), zajmując wśród 10 kandydatów 7. miejsce i przegrywając w pierwszej turze. W wyborach parlamentarnych w tym samym roku po raz kolejny natomiast został wybrany na deputowanego.
Nicolas Dupont-Aignan ponownie ubiegał się o prezydenturę Francji w wyborach w 2017. W pierwszej turze głosowania otrzymał około 4,7% głosów (6. miejsce wśród 11 pretendentów). Przed drugą turą poparł Marine Le Pen, która zapowiedziała jego nominację na stanowisko premiera w razie zwycięstwa w wyborach. W wyborach w tym samym roku utrzymał mandat poselski na kolejną kadencję.
W wyborach w 2022 trzeci raz z rzędu ubiegał się o prezydenturę; w pierwszej turze dostał 2,1% głosów, zajmując 9. miejsce wśród 12 kandydatów. W wyborach parlamentarnych w 2022 po raz kolejny został wybrany do niższej izby parlamentu.